# Indian Removal Act

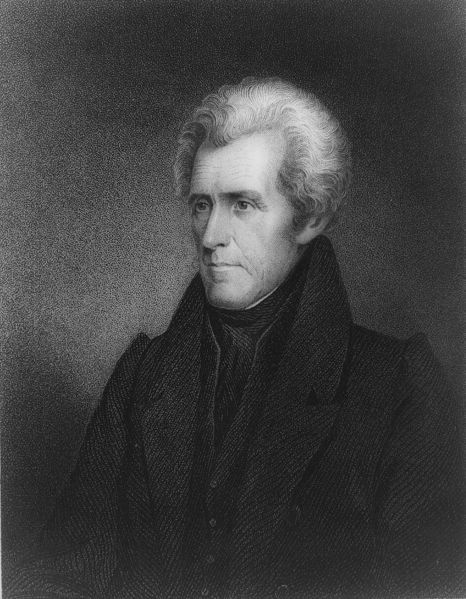
Andrew Jackson bad om lagen i sitt tal om "tillståndet i nationen" år 1829.

Indian Removal Act var en lag i USA antagen den 28 maj 1830 som stipulerade att de indianstammar som var bosatta öster om Mississippifloden skulle flytta till områden väster om densamma. Trots att lagen formulerades så att förflyttningen skulle ske frivilligt brukades i regel kraftiga påtryckningar och militärt våld för att driva ut de drabbade stammarna från sina marker. Effekterna liksom bakgrunden till lagen var en del av det stegvisa fördrivandet av indianerna i USA under 1800-talet.

## Bakgrund
Sedan Förenta staternas grundande hade en ackulturationspolitik och tvångsassimilering bedrivits med hänseende till ursprungsbefolkningen på förslag av bland andra George Washington och Thomas Jefferson. Vissa, som president John Quincy Adams, var anhängare till idén om indianernas suveränitet över sina traditionella territorier. Under Andrew Jacksons presidentskap från 1829 antogs dock en mer militaristisk politik för påskyndad förflyttning av samtliga stammar från områden med amerikanska anspråk. En av de stora politiska frågorna i dåtidens USA var hur man skulle få tillgång till de landområden som tillhörde indianstammarna för uppodling. Lagen stöddes i den amerikanska södern, särskilt i den största delstaten Georgia, vars bosättare låg i ständig konflikt med cherokeserna på grund av marktvister. Mellan 1828 och 1832 hade delstaten drivit igenom en rad diskriminerande lagar som bland annat fråntog cherokeserna samtliga markrättigheter och lottade ut marken till europeiska nybyggare. Indianer hade inte rätt att föra rättsmål mot européer i delstaten och kunde därför inte försvara sina anspråk och delstaten ignorerade Högsta domstolens ogiltigförklarande av lagarna. Andrew Jackson menade att lösningen låg i att helt enkelt deportera indianerna från sina marker. Det fanns dock även opposition till lagen hos landets europeiska befolkning, kända motståndare inkluderade kongressledamöterna Theodore Frelinghuysen och Davy Crockett liksom den kristne missionären Jeremiah Evarts.
USA:s senat godkände Indian Removal Act den 24 april 1830 med 28 röster för och 19 emot. Representanthuset godkände lagen den 26 maj 1830 med 102 röster mot 97.

## Genomförande
De indianstammar som fördrevs var i första hand de så kallade fem civiliserade nationerna i sydöstra USA men även wyandoterna, potawatomifolket, shawneerna, lenaperna och andra. Samtliga tvingades ge upp sina hem och flytta till det som kallades Indianterritoriet (engelska: Indian Territory) väster om Mississippifloden, i dagens Oklahoma. Den långa migrationen västerut kom på grund av folkens lidande att kallas "tårarnas väg", ett begrepp som hade sitt ursprung i förflyttningen av choctawindianerna år 1831 som resulterade i tusentals stammedlemmars död. År 1837 hade över 46 000 indianer samt ett litet antal ingifta européer och afrikanska slavar deporterats från främst sydöstra USA till Indianterritoriet vilket möjliggjorde europeisk uppodling och bosättning på mer än 100 000 km² mark.

### Choctawerna
27 september 1830 skrevs det första avtalet under för tvångsförflyttning av en stam, fördraget vid Dancing Rabbit Creek där choctawfolket gav upp över 11 miljoner tunnland i dagens Mississippi i utbyte mot 15 miljoner tunnland i Indianterritoriet. Vissa choctawer valde att stanna och underkastas amerikansk federal och delstatslagstiftning som medborgare, det enda alternativet som gavs till de drabbade stammarna. Många av dem som valde att stanna utsattes för våldsamma trakasserier och diskriminerande lagstiftning av den europeiska befolkningen. Mellan 2500 och 6000 av totalt 17 000 choctawer omkom på vägen till Indianterritoriet.

### Cherokeserna
Fördraget vid New Echota år 1835 banade väg för tvångsförflyttningen av cherokeserna från Georgia efter att konflikten med delstatens europeiska befolkning hade eskalerat. Splittring mellan de som frivilligt ville migrera i hopp om bättre förhandlingsvillkor och de som vägrade, merparten av stammens valda ledarskap, ledde dock till ifrågasatt legitimitet när en delegation godkände fördraget i förhandlingar med amerikanska regeringsrepresentanter. Möjlighet för cherokeser att stanna kvar i Georgia gavs inte. De som vägrade lämna sina hem tvingades bort av militär år 1838 och omkring 4000 cherokeser omkom under vandringen västerut.

### Övriga
Vissa stammar som till exempel seminolerna vägrade helt att lämna sina marker. I seminolekrigen i Florida fick stammen även stöd av afrikanska slavar som flydde plantagerna. I andra seminolekriget som varade i nästan ett årtionde gav den amerikanska regeringen till slut upp kampen att jaga de kvarvarande indianerna djupt inne i Everglades. Den absoluta merparten hade dock vid krigsslutet 1842 redan dödats eller tillfångatagits och deporterats.